# ИФА Премиършип
ИФА Премиършип (на английски: IFA Premiership), е дивизията от най-високо ниво в северно-ирландския футбол. Популярна е и под името „Ирландската лига“. Първенството е националната лига на Северна Ирландия и исторически на цяла Ирландия. Отборите са полу-професионални. Да не се бърка с Ирландската висша лига, която е най-висшата лига на Република Ирландия.
Лигата се спосорира от Danske Bank и официалното име на първенството е Danske Bank Premiership. Ръководи се от Ирландската футоблна асоциация (ИФА).

## История
„Ирландската футболна лига“ е втората най-стара в света, като се създава една седмица преди „Шотландската футболна лига“ през 1890.
Първоначално „Ирландската футболна лига“ е била първенството на цяла Ирландия, като някой от отборите са от създадената по-късно Северна Ирландия. Става първенство на Северна Ирландия през 1921 след края на Ирландската война за независимост. Република Ирландия създава собствено първенство.
През първия сезон 7 от 8 отбора са от столицата Белфаст. Оттогава насам титлата се печели най-често от клубове от този град.
През 20-те години на XX век първенството достига национални размери. Въпреки това чак през 1952 шампион става клуб извън Белфаст, тимът от град Лърган ФК Гленейвън. Дери Сити, отбор, който от 1929 до 1972 играе в „ИФЛ“ напуска първенството заради забраната на „ИФА“ да играе на собствения си стадион. Отборът играе в Ирландската висша лига.
От сезон 1995 – 96 до 2002 – 03 лигата е разделена на две дивизии – Висша дивизия и Първа дивизия. От 2003 лигата е обединена.
През 2003 „ИФА“ поема пълен контрол на лигата и е създадена Ирландската премиър лига. „ИФЛ“ продължаваа да съществува и ръководи Първа и Втора дивизия. През 2004 „ИФА“ поема контрол и над тях и след 114 години „Ирландската футболна лига“ престава да съществува.
През 2008 лигата е реорганизирана отново и е преименувана на „ИФА Премиършип“. Отборите са поканени да заявят участие в новото първенство, което е намалено на 12 отбора. Отборите са избрани със схема по точки.
Шампионите за сезон 2011/12 са Линфийлд, които на 7 април 2012 спечелиха предварително титлата за рекорден 51-ви път.

## Формат
Всеки отбор играе с всеки по 3 пъти. Така всеки клуб изиграва по 33 мача. След това първите и последните шест се разделят и играят по между си. Първите шест играят по веднъж с всеки и определят местата за класиране в европейските клубни турнири. Вторите шест също играят по веднъж. Те определят местата, отборът класирал се за плей-оффа за класиране и изпадане и отборът, който изпада автоматично.
Един сезон продължава от август до първата събота на май. Мачовете от всеки кръг се играят най-често в събота следобед, петък вечер и някои друг мач в средата на седмицата, най-често сряда или четвъртък вечер.
Дават се три точки за победа, една за равенство и не се дават за загуба. Отборът с най-много точки в края на сезона печели титлата. Ако отборите са с равни точки се определят по голова разлика и след това по отбелязани голове. Шампионът се класира за Шампионската лига, а вторият и третият в класирането за Лига Европа. Победителят в купата на Северна Ирландия също се класира за същото състезание.
Първите 4 се класират за купа „Сетанта“. Тя се провежда между отбори от Република Ирландия и Северна Ирландия. Купата на лигата на страната се провежда между всички отбори, участващи в „ИФА Премиършип“. Победителят от това състезание се класира за купа „Сетанта“.
Последният отбор в класирането автоматично изпада. Първият в „ИФА Чемпиъншип“ автоматично се изкачва. Предпоследният играе плей-офф от два мача с втория от Чемпиъншип.

## Класиране сред другите европейски първенства
към 2 август 2012
- 46  (49)  Национална дивизия на Люксембург (3.375)
- 47  (48)  ИФА Премиършип (3.083)
- 48  (46)  Уелска висша лига (2.583)
- 49  (47)  Мейстрилийга (2.208)
- 50  (50)  Арменска Премиер Лига (1.750)

## Шампиони по клубове
| Клуб              | Шампион | Години |
| ----------------- | ------- | --- |
| Линфийлд          | 51      | 1890 – 91, 1891 – 92, 1892 – 93, 1894 – 95, 1897 – 98, 1901 – 02, 1903 – 04, 1906 – 07, 1907 – 08, 1908 – 09, 1910 – 11, 1913 – 14, 1921 – 22, 1922 – 23, 1929 – 30, 1931 – 32, 1933 – 34, 1934 – 35, 1948 – 49, 1949 – 50, 1953 – 54, 1954 – 55, 1955 – 56, 1958 – 59, 1960 – 61, 1961 – 62, 1965 – 66, 1968 – 69, 1970 – 71, 1974 – 75, 1977 – 78, 1978 – 79, 1979 – 80, 1981 – 82, 1982 – 83, 1983 – 84, 1984 – 85, 1985 – 86, 1986 – 87, 1988 – 89, 1992 – 93, 1993 – 94, 1999 – 2000, 2000 – 01, 2003 – 04, 2005 – 06, 2006 – 07, 2007 – 08, 2009 – 10, 2010 – 11, 2011 – 12 |
| Гленторан         | 23      | 1893 – 94, 1896 – 97, 1904 – 05, 1911 – 12, 1912 – 13, 1920 – 21, 1924 – 25, 1930 – 31, 1950 – 51, 1952 – 53, 1963 – 64, 1966 – 67, 1967 – 68, 1969 – 70, 1971 – 72, 1976 – 77, 1980 – 81, 1987 – 88, 1991 – 92, 1998 – 99, 2002 – 03, 2004 – 05, 2008 – 09 |
| Белфаст Селтик    | 14      | 1899 – 1900, 1914 – 15, 1919 – 20, 1925 – 26, 1926 – 27, 1927 – 28, 1928 – 29, 1932 – 33, 1935 – 36, 1936 – 37, 1937 – 38, 1938 – 39, 1939 – 40, 1947 – 48 |
| Лисбърн Дистилъри | 6       | 1895 – 96, 1898 – 99, 1900 – 01, 1902 – 03, 1905 – 061, 1962 – 63 |
| Клифтънвил        | 5       | 1905 – 061, 1909 – 10, 1997 – 98, 2012 – 13, 2013 – 14 |
| Портадаун         | 4       | 1989 – 90, 1990 – 91, 1995 – 96, 2001 – 02 |
| Крусейдърс        | 4       | 1972 – 73, 1975 – 76, 1994 – 95, 1996 – 97 |
| Гленейвън         | 3       | 1951 – 52, 1956 – 57, 1959 – 60 |
| Коулрейн          | 1       | 1973 – 74 |
| Дери Сити         | 1       | 1964 – 65 |
| Куин'с Айлънд     | 1       | 1923 – 24 |
| Ардс              | 1       | 1957 – 58 |

- Отборите с наклонен шрифт не съществуват.
- Отборите с тъмен шрифт участват в първенството.

- 1 – През сезон 1905 – 06 титлата е поделена между отборите на „Клифтънвил“ и „Лисбърн Дистилъри“ (тогава познат като Дистилъри).